# Zwilling (Heeresfeldbahn)
Der Zwilling war eine Doppellokomotivbaureihe der bayerischen, preußischen und japanischen Heeresfeldbahnen. Wurde eine Lokomotive einzeln eingesetzt, so wurde sie als Illing bezeichnet. Wenige Fahrzeuge wurden auch für den zivilen Verkehr genutzt.

## Geschichte

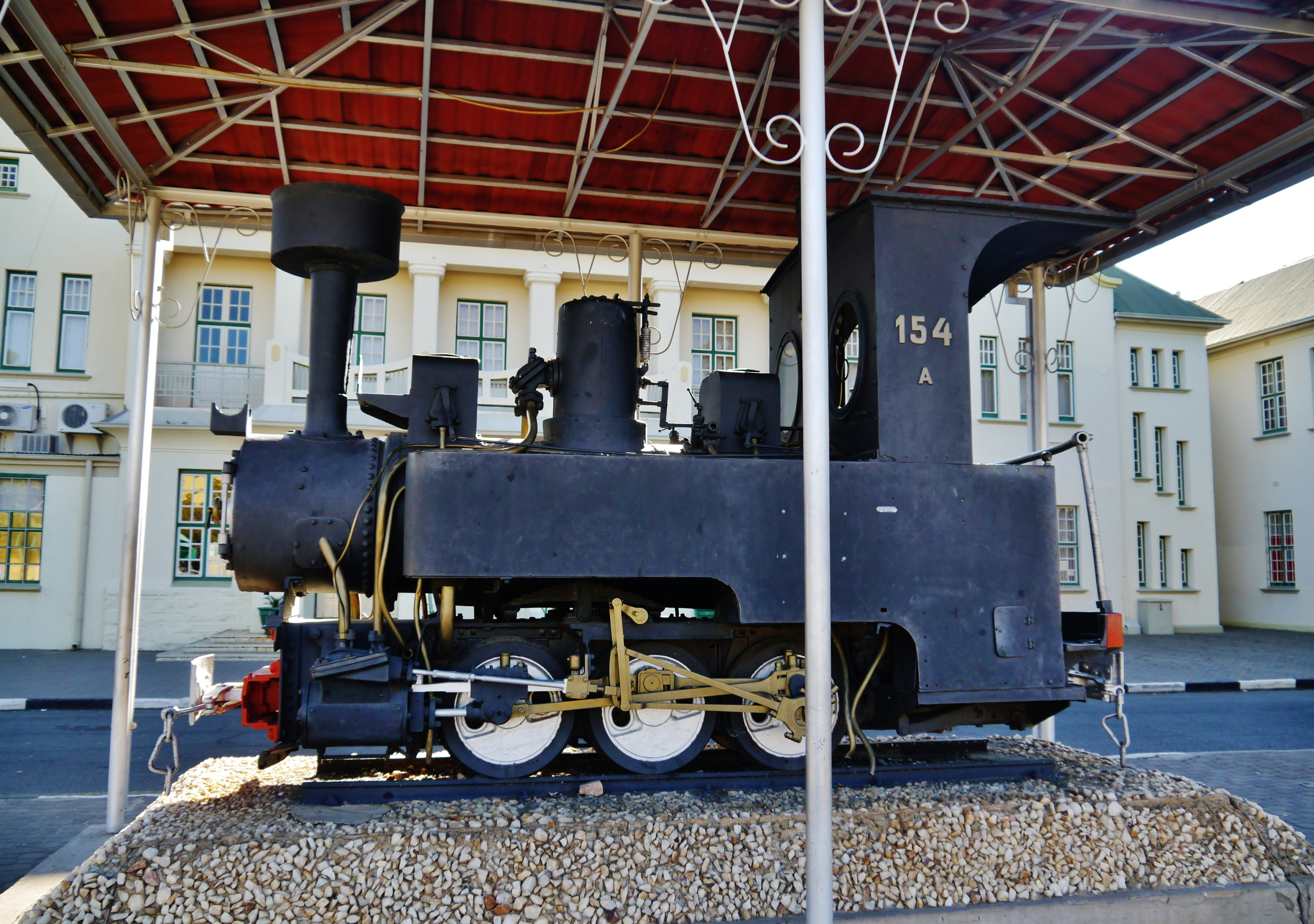
Illing 154A vor dem Bahnhof Windhuk

Die ersten zwei Lokomotiven für 600 mm Spurweite wurden Ende der 1880er Jahre von der Aktiengesellschaft für Lokomotivbau Hohenzollern geliefert; die Maschinen bewährten sich aber nicht. Krauss baute 1890 die ersten Zwilling-Doppellokomotiven für die bayerische Armee. Auch vom preußischen Militär wurden fortan solche Maschinen ebenfalls von Krauss aus München beschafft. Ab Mitte der 1890er Jahre produzierten weitere deutsche Lokomotivhersteller diesen Fahrzeugtyp.
In geringen Umfang wurden Zwillinge auch für den zivilen Verkehr eingesetzt, so lieferte Krauss 1901 zehn fabrikneue Fahrzeuge nach Deutsch-Südwestafrika. Darüber hinaus wurde auch die von preußischen Eisenbahntruppen erbaute Feldbahn Brotterode–Wernshausen mit der Baureihe betrieben.
Da sich die Fahrzeuge als zu schwach für viele Einsatzgebiete erwiesen, wurde ab 1901 mit der Entwicklung einer stärkeren Lok begonnen. Von der Brigadelokomotive wurde 1903 ein erstes Exemplar geliefert, das die Aufgaben besser erfüllte. Dennoch beschaffte die japanische Heeresfeldbahn 1905/06 insgesamt 188 Zwillinge, zuvor waren schon 1901 fünf Doppellokomotiven zur Erprobung geliefert worden. Drei Zwillinge erhielt der Schießplatz Wahn. Mindestens bis 1914 beschaffte die bayerische Heeresfeldbahn weitere Fahrzeuge. Am Ende hatten Borsig, Hagans, Hanomag, Hartmann, Henschel, Jung, Krauss, Linke-Hofmann, Orenstein & Koppel und Schwartzkopff zusammen 454 Doppellokomotiven gebaut.
Während des Ersten Weltkrieges kamen deutsche Heeresfeldbahnlokomotiven in das Osmanische Reich, darunter auch Zwillinge bzw. Illinge. Auf der schmalspurigen Bahnstrecke Ilıca–Palamutluk von Ilıca über Edremit und Havran nach Palamutluk, deren Spurweite häufig mit 750 mm, in anderen Quellen aber auch mit 600 mm angegeben wird, wurden dreifach gekuppelte Tenderlokomotiven eingesetzt, die 1893 von Krauss gebaut worden sein sollen. Nach der Übernahme durch die Türkischen Staatsbahnen (TCDD) wurden sieben als 33.91–97 eingereiht. Auf Grundlage einer Fotografie kann die 33.93 als ein von Krauss unter der Fabriknummer 2944 hergestellter Illing identifiziert werden. Ein weiterer, 1895 von Henschel unter der Fabriknummer 4153 hergestellter Illing war bei einer Grubenbahn in Çeltek bei Samsun unter der Nummer 1 im Einsatz.
Die Lok 154A ist erhalten und steht vor dem Bahnhofsgebäude von Windhoek.

## Konstruktion
Die Vorteile der ungewöhnlichen Doppellokomotivkonstruktion waren die leichte Aufgleisbarkeit und die einfacheren Transportmöglichkeiten durch Teilung des Zwillings sowie eine hohe Zugkraft bei geringem Achsdruck. Meist war eine Teillokomotive bei einer Beschädigung des Fahrzeugs noch einsatzfähig, zudem konnten sehr kleine Krümmungshalbmesser durchfahren werden. Die Schlingerneigung eines Zwillings wurde gegenüber den Vorteilen vernachlässigt.
Da die mitgeführten Wasser- und Kohlevorräte nicht für längere Strecken reichten, wurde von 1890 bis 1918 eine größere Stückzahl Zusatztender gebaut. Während die ersten vierachsigen sogenannten Wasserwagen 3,15 m³ Wasser und 1 t Kohle fassten, waren die späteren Fahrzeuge für 5 m³ Wasser und 1,2 t Kohle ausgelegt.